# Camp de concentració de Miranda de Ebro
El Camp de concentració de Miranda de Ebro fou un camp de concentració construït per l'exèrcit franquista durant la Guerra Civil espanyola i que acollí, successivament, presoners republicans, brigadistes internacionals i refugiats de la Segona Guerra Mundial (aliats, jueus i nazis). Estava situat a la població de Miranda de Ebro a la província de Burgos.

## Creació del camp
La captura de presoners republicans al nord d'Espanya va ser molt acusada en poc temps, el que va motivar l'amuntegament dels presos en condicions inhumanes. Per a pal·liar el problema, s'ordenà al govern de Burgos la construcció de quatre camps de concentració a la província. A Miranda de Ebro se n'hi va situar un per la seva privilegiada situació geogràfica propera al front enemic i a les seves excel·lents comunicacions tant per ferrocarril com per carretera.
Es va escollir un solar pertanyent a l'empresa en suspensió de pagaments Sulfatos Españoles SA, i alguns camps de conreu dels voltants, fent un total de 42.000 m² entre les instal·lacions ferroviàries i el riu Baias. En tot just dos mesos el camp ja estava actiu, però les seves condicions eren lamentables.

## Presoners republicans (1937-1941)
La capacitat del camp era de 1.500 presoners, però aviat es va superar aquest límit a causa de l'arribada de més presos d'altres camps del nord. Les pèssimes condicions van fer que a l'hivern de 1937 s'esfondrés un barracot ferint a més de 150 persones. A l'any següent es van demanar fons per a la construcció de nous barracots.
Als presoners republicans se'ls atorgava una labor després de classificar-los entre:
- Presos comuns.
- Presos no hostils al "Movimiento Nacional": Obligats a lluitar al bàndol republicà.
- Presos Desafectos sense responsabilitat: Voluntaris republicans sense responsabilitats polítiques.
- Presos Desafectos amb responsabilitat: Voluntaris republicans amb responsabilitat política.

Als criminals comuns se'ls enviava a presó, i en cas de saturació se'ls atorgava la llibertat. Tant als desafectos amb responsabilitat com als sense responsabilitat se'ls ordenaven treballs forçats. Als no hostils se'ls reclutava en el bàndol nacional.
Pel camp de concentració de Miranda de Ebro van arribar a passar a prop de 65.000 presoners republicans. Al final de la Guerra Civil els presoners espanyols van ser transferits a altres establiments o alliberats. El camp de Miranda es convertí llavors en un centre d'internament per a estrangers. En primer lloc de brigadistes internacionals i més tard, de persones que havien fugit de la Segona Guerra Mundial.

## Camp per aliats (1941-1944)
La influència que la Gestapo va exercir a Miranda de Ebro va ser molt important, sobretot a partir de la visita de Himmler a Espanya el 1940. La seva visita va tenir dos objectius principals: repatriar als alemanys presos a Espanya així com detenir a possibles espies del bàndol aliat. El camp va ser dirigit per un temps per Paul Winzer, un alt càrrec nazi.
El cert és que des de 1941 fins a 1943 (fins que Franco es va començar a distanciar dels nazis i italians en veure com s'estava desenvolupant la Segona Guerra Mundial) la Gestapo va interrogar als presons, va organitzar el centre i fins i tot decidien els destins dels presos.
El nadal de 1942 es va iniciar una vaga de fam per part dels internats, especialment els belgues i els polonesos En 1943 tenia 3.500 presoners estrangers.
Cal destacar la presència de francesos que intentaven fugir de l'amenaça nazi i que després de passar els Pirineus amb ajut del bàndol republicà eren detinguts i internats en camps espanyols. També hi va haver un nodrit grup de jueus que escapaven de l'holocaust.

## Camp per nazis (1944-1947)
Amb l'alliberament del sud de França, l'agost de 1944, alguns membres de l'exèrcit nazi desertaren en veure l'avanç del bàndol aliat per Europa. Igual que ja havien fet els aliats i jueus, les tropes alemanyes cercaven refugi a Espanya però eren detinguts per la Guàrdia Civil.
El cert és que molts nazis asseguraven que preferien quedar-se en el camp de Miranda al fet que els repatriessin al seu país d'origen. Aquí, segons ells, l'estada era tranquil·la fins i tot fins a còmoda (dintre del que cap) en comparació dels camps alemanys. Finalment van aconseguir sortir gràcies a les fugides com l'Operació Odessa i a les ajudes econòmiques que van atorgar els nazis.

## Tancament del camp

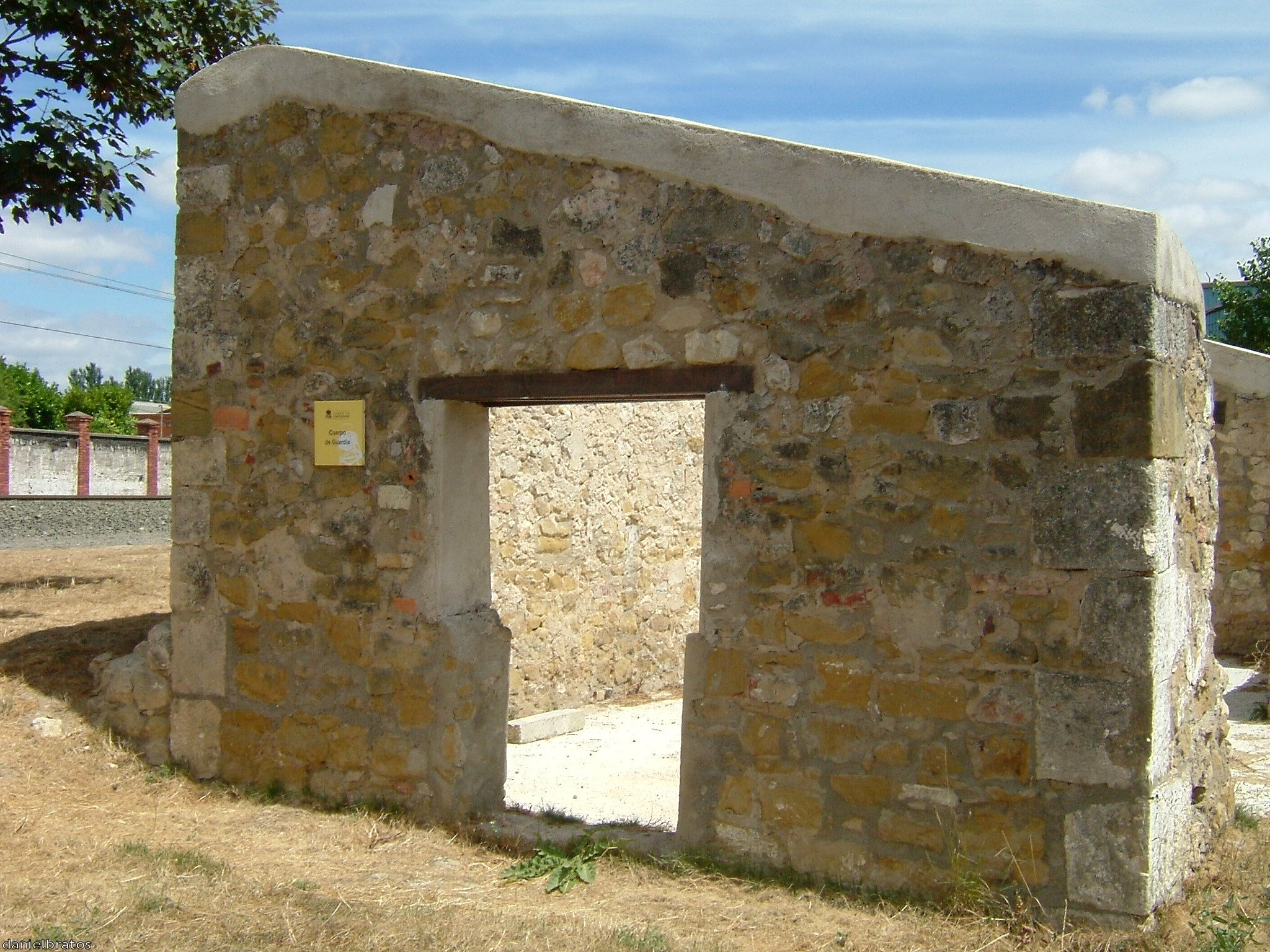
Restes del Cos de Guàrdia, l'any 2007

El camp de concentració de Miranda de Ebro es va clausurar el gener de 1947, sent l'últim en territori nacional. Els presos van ser traslladats al camp de treball de Nanclares de la Oca (actual Iruña Oka), a Àlaba. Entre 1949 i 1953, les instal·lacions van albergar un centre de reclutament de l'exèrcit espanyol fins que el 1954 va ser enderrocat.
Sobre els terrenys del camp, on avui dia se situen diferents empreses químiques, només queda un vell dipòsit d'aigua, algun mur, les restes del rentador i una caseta de guàrdia i una placa en record en els presoners. Entre 2005 i 2006 es van consolidar unes velles ruïnes corresponents als banys del camp i al lloc de guàrdia que patien risc d'enfonsament.

## Llista de presos destacats
- Benjamí Santacana i Amorós - Pastor evangèlic i membre del cos de sanitat de l'Exèrcit Popular de la República
- Félix Gouin - President provisional del govern francès.
- Georges Bidault - Primer Ministre francès i Ministre d'Assumptes Exteriors
- Jacques Lucien Monod i François Jacob - Premis Nobel de Medicina
- Frank Ryan - Líder de la Columna Connolly.
- Antoni Kępiński - Psiquiatre polonès
- Vora Leigh - Espia britànica
- Félix Padín Gallo - Anarquista basc
- Francesc Grau i Viader - Membre de la lleva del Biberó
- Émile Krieps - Resistent luxemburguès i, posteriorment, Ministre del govern de Luxemburg.
- Henri Cabannes - Matemàtic francès